# Prefectura económica de Nana-Grébizi
Nana-Grébizi (también llamada Gribingui) es una de las dos prefecturas económicas de la República Centroafricana. Está situada en el centro-norte del país. Su capital es Kaga Bandoro. Linda con las prefecturas de Ouham al oeste, Kémo al sur, Ouaka al sureste, y Bamingui-Bangoran al este.
En Nana-Grébizi avanza, aunque lentamente, un programa de desarme, desmovilización y reinserción en la sociedad civil lanzado por el gobierno centroafricano en colaboración con el Programa de las Naciones Unidas para el Desarrollo (PNUD). En esta prefectura se han identificado ya a trescientos hombres armados, muchos de los cuales apoyaron la toma del poder por el actual Jefe de Estado, el general François Bozizé.
- Datos: Q856227